# Villargiroud
Villargiroud (toponimo francese) è una frazione di 348 abitanti del comune svizzero di Villorsonnens, nel Canton Friburgo (distretto della Glâne).

## Storia

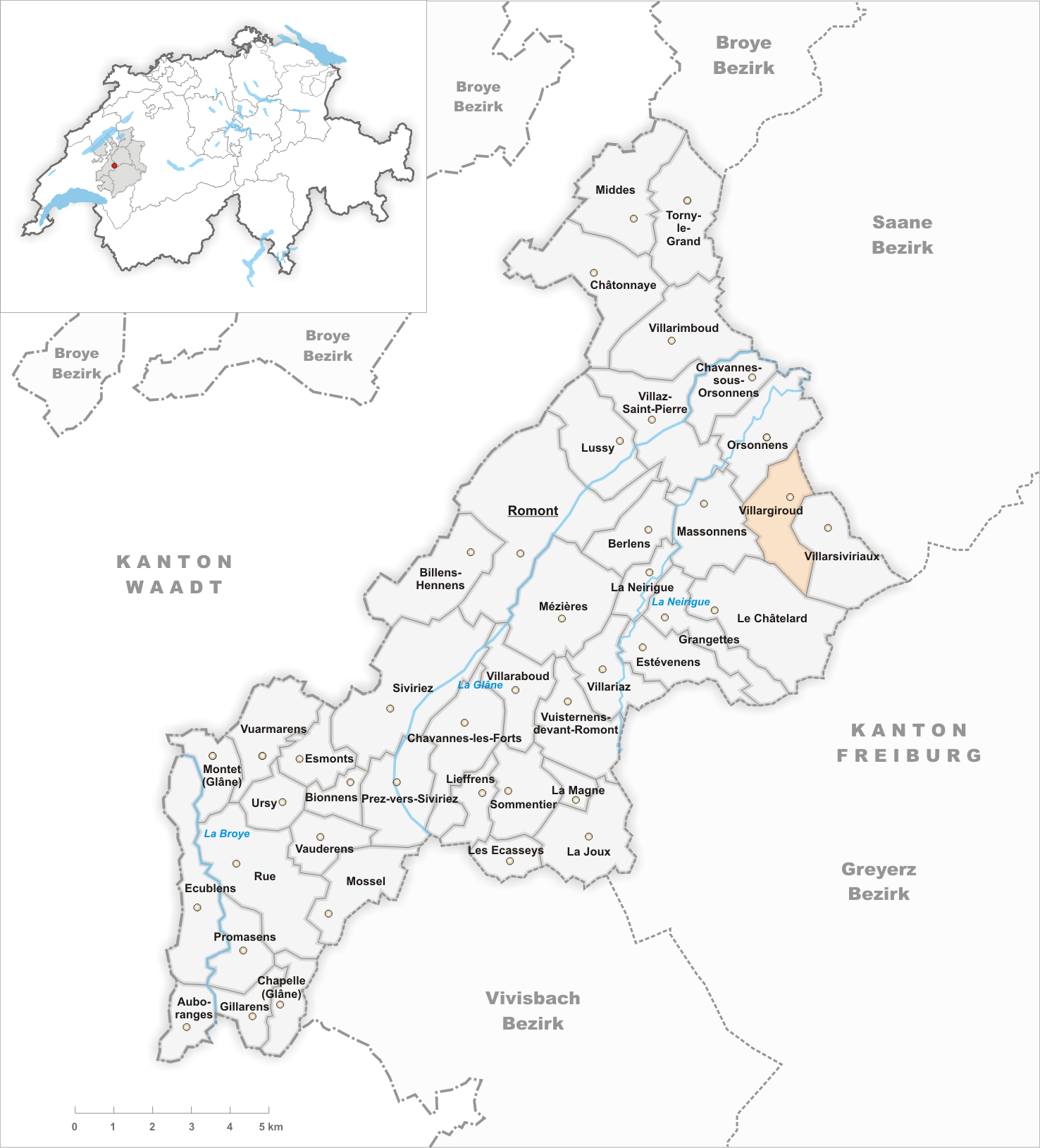
Il territorio del comune di Villargiroud prima degli accorpamenti comunali del 2001

Già comune autonomo, nel 2001 è stato accorpato agli altri comuni soppressi di Chavannes-sous-Orsonnens, Orsonnens e Villarsiviriaux per formare il nuovo comune di Villorsonnens.

## Società

### Evoluzione demografica
L'evoluzione demografica è riportata nella seguente tabella:
Abitanti censiti

## Amministrazione
Ogni famiglia originaria del luogo fa parte del comune patriziale che ha la responsabilità della manutenzione di ogni bene comune.